# Thomas Matthew Crooks

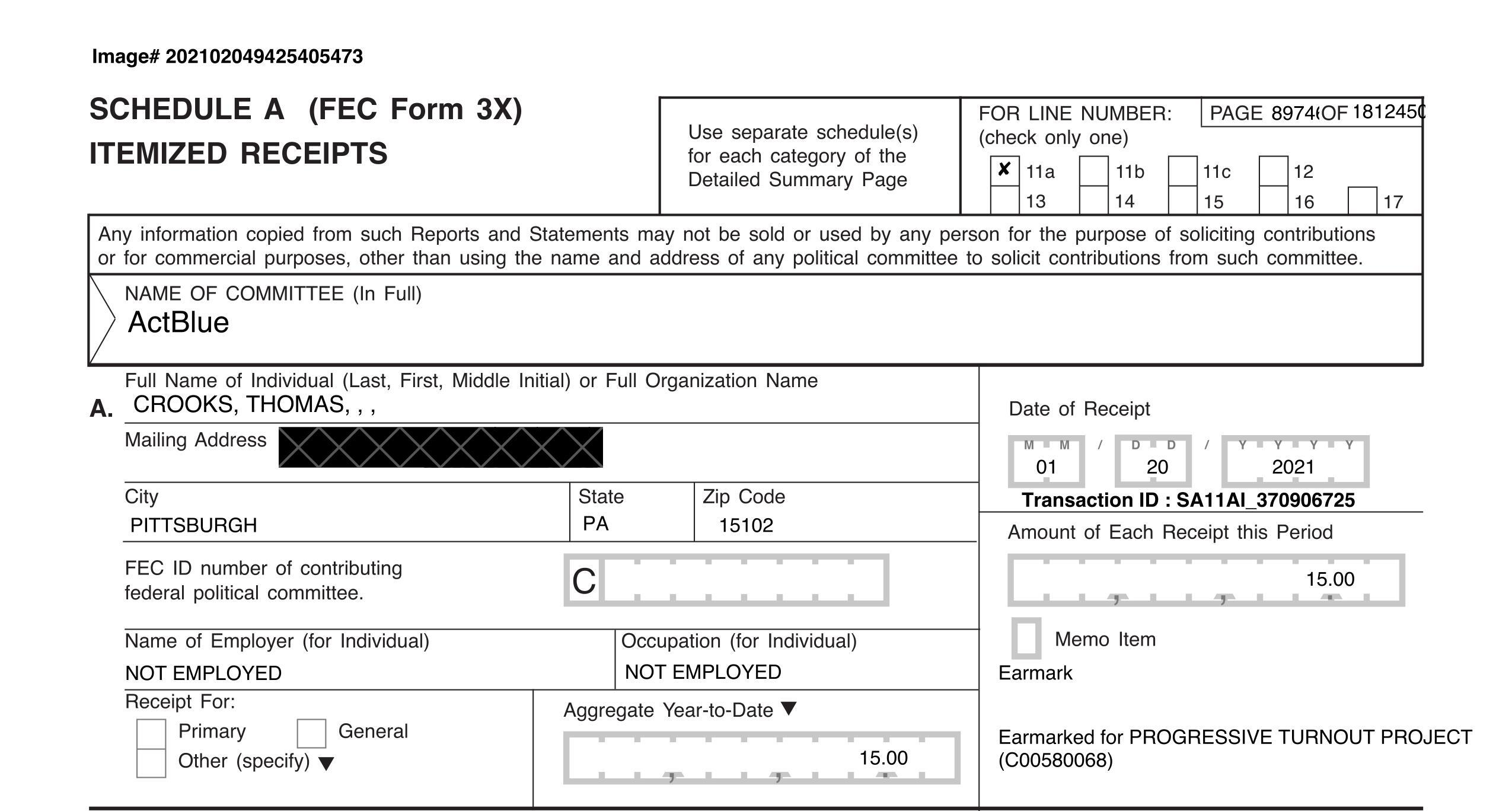

Thomas Matthew Crooks (20 de septiembre de 2003-13 de julio de 2024) fue un joven estadounidense que intentó asesinar a Donald Trump, el 45.º presidente de Estados Unidos y  entonces candidato del Partido Republicano para las Elecciones presidenciales de Estados Unidos de 2024 en Butler, Pensilvania.
Crooks utilizó un un rifle semiautomático plataforma AR-15, que compró su padre en eBay, para disparar 8 proyectiles desde un tejado a 150 metros al norte del escenario. En su intento hirió a Trump en la oreja derecha, asesinó a un miembro del público e hirió de gravedad a otras dos personas. Después del tiroteo, fue abatido por un francotirador del Servicio Secreto de los Estados Unidos.

## Biografía
Thomas Matthew Crooks nació en Bethel Park, Pensilvania, El barrio en el que vivía fue descrito como "de clase media o clase media alta". Sus padres trabajaron como trabajadores sociales autorizados.
Allí asistió al Bethel Park High School, graduándose en 2022. Sus compañeros de clase y funcionarios escolares lo caracterizaron como tranquilo, y sus compañeros afirmaron que a menudo lo acosaban, incluso por su comportamiento tranquilo o por usar trajes de caza de camuflaje y máscaras en la escuela. A Crooks le gustaba jugar ajedrez y videojuegos, y estaba aprendiendo a codificar. Recibió un "premio estrella" de 500 dólares el mismo año de la Iniciativa Nacional de Matemáticas y Ciencias. Alumnos y exalumnos de Bethel Park High School dijeron que en la escuela secundaria, Crooks hizo una prueba para el equipo de rifle de su escuela, pero no entró en el equipo debido a su mala puntería durante las pruebas; el distrito escolar de Bethel Park dijo que no hay constancia de que Crooks se haya presentado a la prueba para el equipo.
Crooks obtuvo un título asociado en ciencias de la ingeniería del Community College del condado de Allegheny dos meses antes del tiroteo. Estaba empleado como asistente dietético en un asilo de ancianos local en el momento del tiroteo. Según el asilo de ancianos, había pasado una verificación de antecedentes y "realizaba su trabajo sin preocupación".
Había sido aceptado tanto en la Universidad de Pittsburgh como en la Universidad Robert Morris y planeaba asistir a esta última.
Estuvo presente en un anuncio de la empresa BlackRock en 2023. Después del atentado BlackRock anunció que iban a retirar el anuncio.

## Intento de asesinato de Donald Trump en Pensilvania
El 14 de julio de 2024, el FBI lo identificó como el tirador detrás del intento de asesinato de Donald Trump. Tras el ataque, Crooks fue abatido por un francotirador del equipo de contraataque del Servicio Secreto de los Estados Unidos. Al momento de su fallecimiento, no registraba antecedentes penales. En la investigación se encontraron materiales para fabricar bombas dentro de su vehículo y en su casa.
Antes del tiroteo, Crooks buscó imágenes y apariciones públicas de Trump, el presidente Joe Biden, el fiscal general Merrick Garland, el director del FBI Christopher A. Wray y la princesa Catalina de Gales, así como para obtener información sobre la Convención Nacional Demócrata. También buscó en internet información sobre el trastorno depresivo y el tiroteo en la escuela secundaria de Oxford, y las autoridades encontraron una fotografía del arresto del tirador de Oxford Ethan Crumbley en su teléfono. Antes del tiroteo, los padres de Crooks llamaron a la policía para denunciar su desaparición y expresaron preocupación por su bienestar.
La investigación del FBI reveló posteriormente que Crooks realizó una búsqueda desde su computadora portátil acerca del asesinato de John F. Kennedy, consultando a qué distancia se encontraba su asesino, Lee Harvey Oswald, al momento de dispararle. Dicha búsqueda fue realizada el 6 de julio, mismo día en que se anunció el mitin en Butler y en que Crooks se habría inscrito en el evento. Además, se reveló que Crooks utilizó un dron para sobrevolar la zona del mitin aproximadamente dos horas antes del atentado, a unas 200 yardas (183 m) del escenario.

## Posturas políticas
El 20 de enero de 2021 donó 15 dólares al Progressive Turnout Project, un grupo de participación electoral liberal, a través de la plataforma de donaciones del Partido Demócrata ActBlue, una organización dedicada a mejorar la participación de los votantes del Partido Demócrata.
No obstante, Crooks era un militante registrado en el Partido Republicano, y su registro de votantes estuvo activo desde septiembre de 2021, el mes en que cumplió 18 años.